# 高雄市立美術館
高雄市立美術館，簡稱高美館，位於高雄市鼓山區「內惟埤文化園區」，為臺灣第三座公立美術館，為行政法人高雄市專業文化機構下轄之專業場館，附近有美術館特區住宅群。

## 簡介
高美館以一棟5層樓主體建築為展覽廳，加上兒童美術館與雕塑公園，共同構成內惟埤文化園區，總樓地板面積為27,497平方公尺，並擁有41公頃的戶外美術園區。高美館樓主體建築依不同功能設計空間單元，分別包括展覽區的前廳、雕塑大廳、16間展覽室、2間多目的室、公共活動區、藝術研究室、演講廳、美術資源教室等，另有行政區及典藏室等空間，出入口各自獨立，易於分區管理是其空間的一大特色，目前為法人化經營]。

## 館內設施
- 展覽室

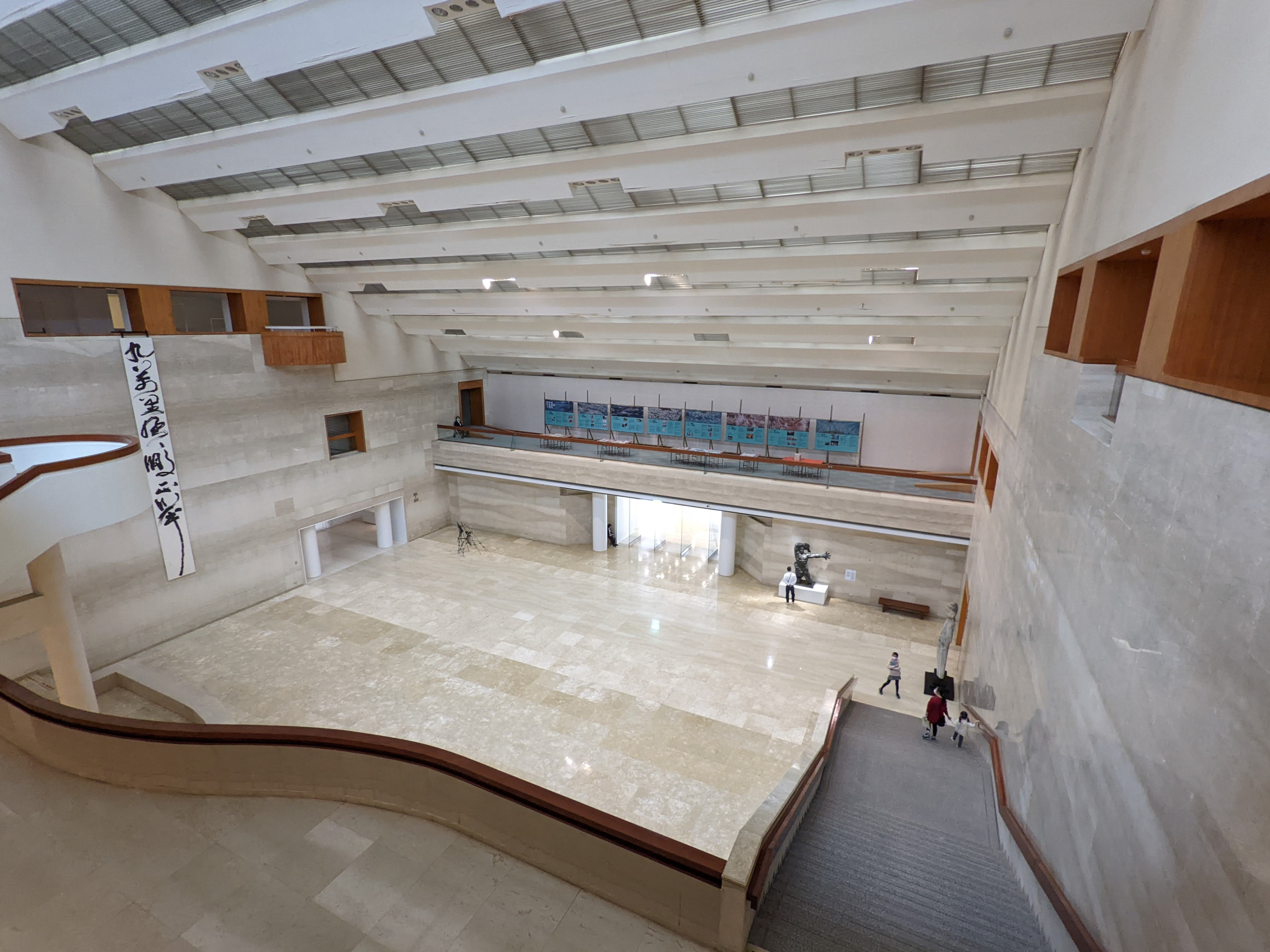
美術館大廳

  - 美術館內目前共設有16間展覽室，分設於1樓~4樓
- 多目的室
  - 美術館內設有2間多目的室，分別位於2樓與4樓。
- 演講廳
  - 美術館內設有演講廳，位於地下一樓，可容納368個席位。
- 藝術研究室
  - 美術館內為南台灣唯一專門收藏藝術藏書與資料的專門圖書館，目前資料、期刊、書籍總計約35,921份（冊），屬於「參考室」性質，不提供外借服務，可供各界自由閱覽與研究。
- 美術資源教室
  - 美術館內提供團體美術教學。

### 兒童美術館
「兒童美術館」位於內惟埤文化園區北方，由原本「遊客中心」加以整修完成，包括三層樓主體建築及戶外景觀花園，是國內公立博物館中首座專為兒童所設置的美術館；不同於學校的藝術與人文教育，「兒童美術館」將整合美術館教育與兒童藝術教育領域，結合互動展示與藝術教育推廣活動，藉由主題策劃的方式，提供活潑化的教育展示設計。

### 內惟藝術中心

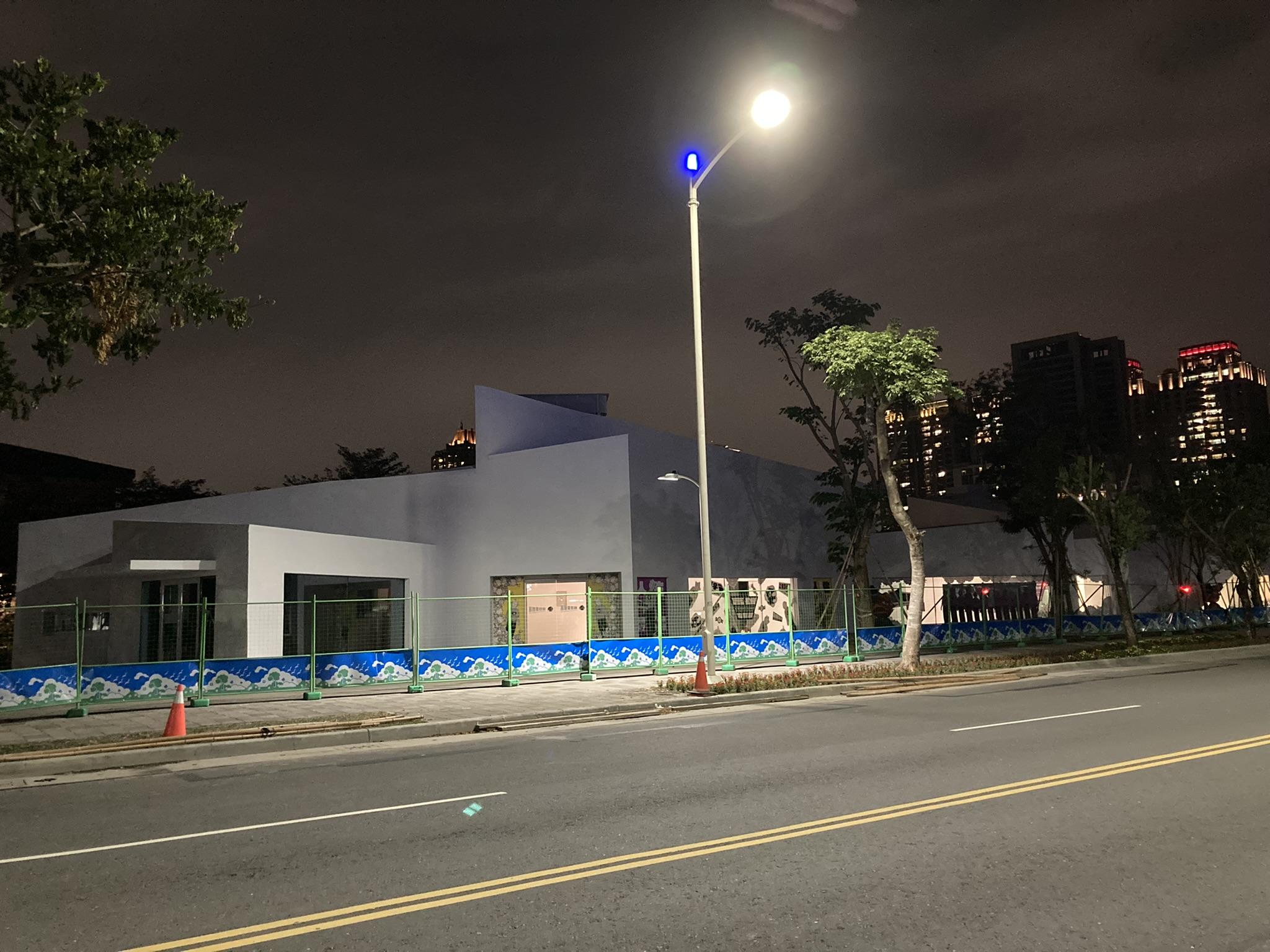
興建中的內惟藝術中心

內惟藝術中心為大美術館計畫的最後一塊拼圖，由劉培森建築師事務所規劃設計，占地1公頃，包含展館、電影院（內惟戲院）、親子影廳、文創商店、輕食空間及典藏修復展示空間，於2021年6月動工，於2022年11月1日起採採預約制試營運。
內惟藝術中心設有修復室 （页面存档备份，存于），除了進行藝術品保存、修護工作保護公共文化財以外，並與教育單位合作(截至2024年5月與高雄在地之正修科技大學文物修護中心合作進駐)，不定期於修護展示空間做教育推廣及人才培訓等活動。

## 識別設計
第一代

高雄市立美術館第一代Logo

第一代視覺識別系統(VIS)於開館前即訂定，由時任中華藝術學校校長翁英惠主導，以下列6個概念元素進行設計：
1. 高雄高大雄偉、有山有水
2. 內惟埤依山（壽山、大/小龜山和半屏山）鄰水（愛河）
3. Kaohsiung（高雄）的「K」字、Museum（美術館）的「M」字
4. 「美」字的造型
5. 高美館的建築型態特徵
6. 美術館的四大功能

標準色彩以戶外環境、室內壁面的色彩及色彩的表情特徵分析，決定採用具莊重、和諧、智慧寓意的墨綠色，中文標準字則由中央研究院院士陳奇祿書題。除用於館內及園區設施、文宣、海報橫幅外，包含美術館周遭道路所設置之立牌入口意象，皆為此階段於開館之際所規畫設計並設置。
第二代

高雄市立美術館第二代Logo

行政法人化後所規劃的第二代視覺識別系統，呼應高雄工業都市、機械齒輪的概念，以消波塊的造型，表達美術館作為創意文化的發電機，並意味著從高美館擴及到高美館、兒美館及內惟埤文化園區3個場域。

## 歷史沿革
1983年，時任高雄市市長許水德提議興建高美館；經歷過三任市長、十餘年的籌備與興建波折，高美館在1994年6月正式開館。在行政組織上，高美館原隸屬高雄市政府教育局，2003年1月高雄市政府文化局成立後改隸文化局。高美館現有編制工作人員47位，是台灣館員編制人數最少的公立美術館，但其展覽館舍為台灣第二大。
美術館原由高雄市政府工務局提供壽山動物園東側山坡地約兩公頃土地，惟美術館為高雄藝文活動之重要樞紐，因壽山位置偏西、腹地狹小且交通不便，又恐受台灣水泥高雄廠落塵與海水鹽分之侵蝕，在教育局與藝文界人士建議下地點另作考量。1985年，市長蘇南成上任後裁決了美術館的成立，選定內惟埤學產用地27公頃土地興建美術館及美術公園，遂於1986年開始規劃。
1988年1月，中華民國總統蔣經國逝世，高雄市政府將內惟埤美術公園改名為「經國文化園區」，美術館仍稱為「高雄市立美術館」。1988年4月27日，市府教育局指派高雄市立社會教育館負責美術館籌備事宜；5月1日，教育局正式成立高雄市立美術館籌備處，並於社教館設臨時辦公室，社教館館長謝義勇兼任美術館籌備處主任。1990年3月25日（美術節）舉行美術館奠基儀式，主體工程於1991年5月10日正式開工。1991年1月，教育部同意國立台灣藝術教育館遷進經國文化園區，並參考民間團體建議，以原舊地為名，將經國文化園區定名為「內惟埤文化園區」，而市立社教館文化活動中心和市立圖書館總館之原計劃取消。
1994年6月12日，高美館正式開館營運。「內惟埤文化園區」(含美術館)分三期工程於2002年10月底完工，至此整個園區與美術公園建置完成。
2005年1月30日，高美館將內惟埤文化園區服務中心改置兒童美術館，以兒童為主要對象的立館宗旨，為台灣公立美術館之先驅。
2017年7月1日，高美館由高雄市政府文化局移交予行政法人高雄市專業文化機構，由行政機關轉型為專業行政法人場館，在館務運作上朝向專業化的方向，更能充分發揮典藏、研究、展覽與教育推廣之內藏能量，並扮演城市藝術文化發電機的角色。
2018年7月14日，高美館啟動收費入館機制。
2021年1月22日，高美館閉館歷經八個月整修後，於當日傍晚6時重新開館。
2021年6月19日，高雄市市長陳其邁拍板，高雄市政府「大美術館計畫」的最後一哩路「內惟藝術中心」創設計畫啟動。內惟藝術中心位在高美館園區西側馬卡道路與兒童美術館間，占地約一公頃，委由劉培森建築師事務所規劃設計。

## 歷任館長
籌備處主任：
- 第一任：謝義勇（1988年4月27日~1992年1月29日）
- 第二任：黃才郎（1992年1月30日~1994年6月11日）

美術館館長：
- 第一任：黃才郎（1994年10月27日~1999年10月10日）
  - 代理. 陳雪妮（1999年10月11日~2001年10月31日）
- 第二任：蕭宗煌（2001年11月1日~2004年9月29日）
- 第三任：李俊賢（2004年9月30日~2008年3月30日）
  - 代理. 李志剛（2008年3月31日~2009年1月16日）
- 第四任：謝佩霓（2009年1月17日~2015年7月31日）
  - 代理. 簡美玲（2015年8月1日~2016年7月27日）
- 第五任：李玉玲(2016年7月28日~2023年6月30)
  - 代理. 林羿妏（2023年7月1日~2025年7月31日）
- 第六任：顏名宏（2025年8月1日~現職）

## 組織規劃

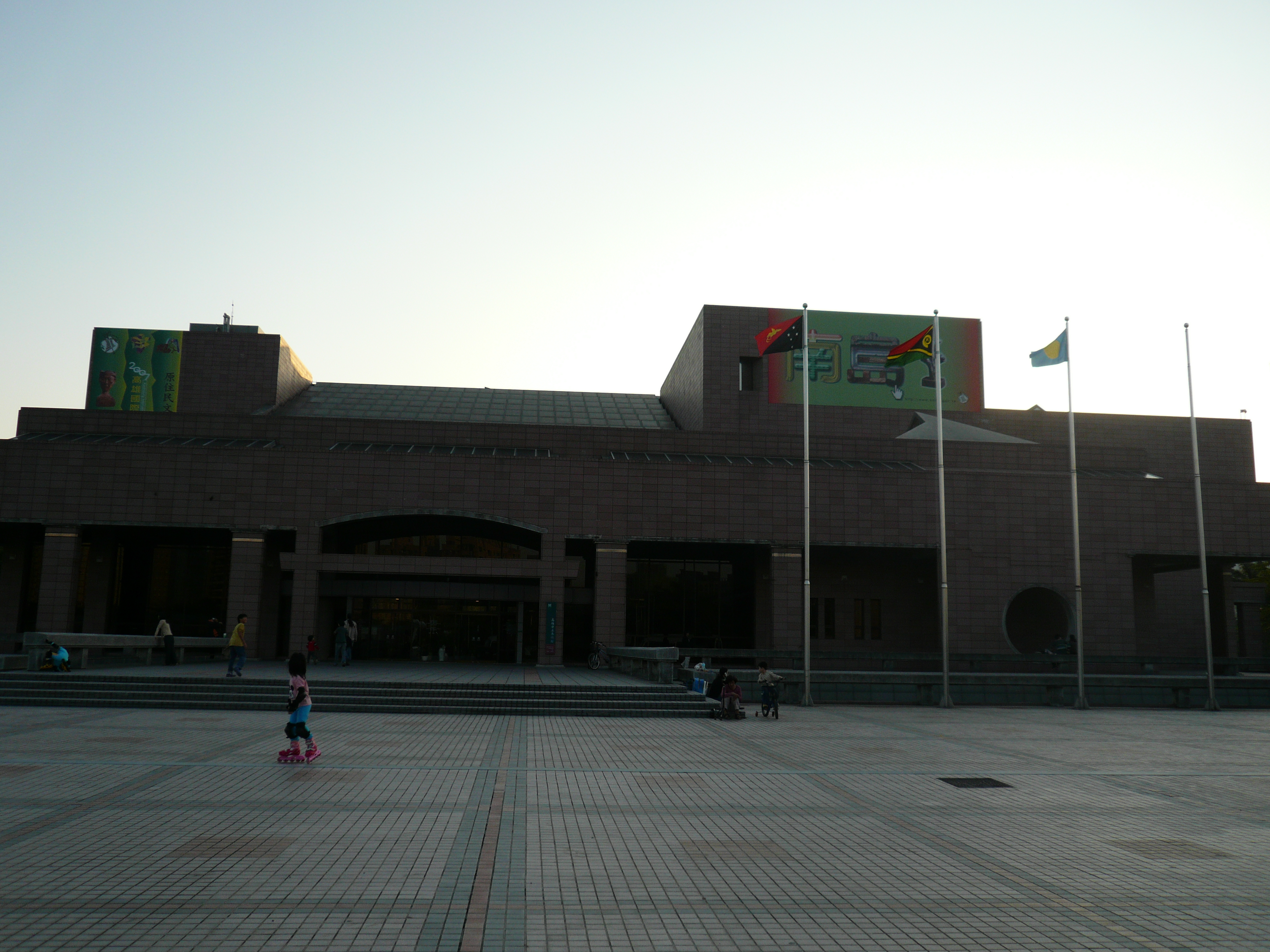
高雄市立美術館（廣場整建前）

- 館長
  - 副館長
    - 研究發展部
    - 典藏部
    - 展覽部
    - 教育暨公共服務部
    - 營運管理部

## 參觀資訊
- 開放時間
  - 本館：週二到週日：09:30～17:30。每週一、除夕及春節初一休館。特展另行公布。
  - 兒童美術館：週二到週五：09:00-12:00、13:30-16:30，週六、日：09:30-17:30。

- 園區設施：18間展覽室、雕塑大廳、演講廳、藝術研究室、服務台、寄物處、哺乳室、美術資源教室、兒童美術館。
- 附設經營：高美書屋、帕莎蒂娜烘焙坊（外包）

## 交通資訊

### 公車
站牌名為《高雄市立美術館》、《美術館 (中華藝校)》、《臺鐵美術館站 (西藏街)》、《美術館 (明誠四路)》
| 編號             | 經營業者   | 區間                               | 備註                                                              |
| ---------------- | ---------- | ---------------------------------- | ----------------------------------------------------------------- |
| 73               | 港都客運   | 建軍站（捷運衛武營站）－左營區公所 | 例假日停駛。 停靠《美術館 (中華藝校)》、《臺鐵美術館站 (西藏街)》 |
| 168東            | 漢程客運   | 金獅湖站－金獅湖站                 | 停靠《美術館 (中華藝校)》                                         |
| 168西            | 漢程客運   | 金獅湖站－金獅湖站                 | 停靠《美術館 (中華藝校)》                                         |
| 紅25             | 公車式小黃 | 高雄火車站（同愛街口）－先勝路口   | 停靠《美術館 (中華藝校)》                                         |
| 紅32             | 南台灣客運 | 捷運凹子底站 －大榮中學            | 停靠《美術館 (中華藝校)》                                         |
| 明誠幹線（紅33） | 南台灣客運 | 台鐵內惟車站－鳳山商工             | 停靠《美術館 (中華藝校)》、《美術館 (明誠四路)》                  |
| 紅35A            | 漢程客運   | 金獅湖站－捷運凹子底站             | 停靠《高雄市立美術館》、《美術館 (明誠四路)》                     |
| 紅36             | 南台灣客運 | 先勝路口－文藻外語大學             | 停靠《美術館 (明誠四路)》                                         |
| 紅52             | 南台灣客運 | 臺鐵新左營站－中山大學             | 停靠《高雄市立美術館》                                            |
| 8502             | 義大客運   | 高雄市立美術館－義大世界           | 停靠《高雄市立美術館》                                            |

### 台鐵
- 縱貫線 (南段)
  - 美術館車站

### 輕軌
- 環狀輕軌：
  - C20 台鐵美術館站
  -  內惟藝術中心站
  -  美術館站

### 公共自行車
- 高雄市公共自行車租賃系統：
  - 美術東二明誠路口(西南側)：美術東二路/明誠四路口(西南側人行道)
  - 中華藝校(美術東一路)：美術東一路/美術東二路口(東南側)
  - 輕軌內惟藝術中心：美術館路/馬卡道路(東北側)
  - 明誠馬卡道路口(東南側)：明誠四路/馬卡道路口(東南側人行道)
  - 皮克尼克公園：美術東二路103號(東北側人行道)

### 其他縣市美術館
- 國立臺灣美術館
- 臺北市立美術館
- 臺南市美術館
- 新北市立美術館
- 桃園市立美術館（興建中）
- 臺中市立美術館（興建中）
- 彰化縣立美術館
- 嘉義市立美術館
- 臺東美術館
- 屏東美術館
- 台灣博物館列表

## 外部連結
- 高雄市立美術館 （页面存档备份，存于）
- 高雄市立美術館的Instagram帳戶
- 高雄市立美術館的Facebook專頁
- 內惟藝術中心的Facebook專頁